# Виц, Конрад
Конрад Виц, также Витц (нем. Konrad Witz, ок. 1400, Ротвайль, Баден-Вюртемберг — ок. 1445, Базель или Женева, Швейцария) — немецкий и швейцарский живописец. Считается одним из основоположников искусства Северного Возрождения в землях Верхнего Рейна. Придерживался стиля интернациональной готики, но одновременно испытывал влияние нидерландской живописи арс нова Яна ван Эйка.

## Биография
Предполагается, что Конрад Виц родился в Ротвайле около 1400 года. О его жизни до 1431 года, когда художник переехал в Базель, ничего не известно. Самый ранний источник, в котором он упоминается, находится в Базеле, где 21 июня 1434 года он был принят в местную «Гильдию небес» (Zunft zum Himmel) как Конрад фон Ротвейль. К этой гильдии принадлежали, среди прочих, и художники. В 1434 году он стал членом Гильдии Святого Луки Базеля, а в следующем году — гражданином этого города.
Художник провёл годы, путешествуя по Бургундии и Нидерландам. Историк искусства Ф. Дойхлер предположил, что во время поездки в Италию Виц посетил Феррару и Флоренцию. Во Флоренции он, возможно, вошёл в контакт с художниками раннего Возрождения и, таким образом, взял на себя «связующую функцию между искусством юга и севера Альп».
В любом случае Базель во времена Вица был связующим центром многих культур, поскольку с 1431 по 1449 год там проходил Базельский церковный собор. Там Витц смог познакомиться с богатыми покровителями и известными художниками. Весьма вероятны также контакты с бургундской школой скульптуры, в том числе знакомство с творчеством Клауса Слютера. В 1444 году, по приглашению попечителей Базельского Собора, кардинала Франсуа де Миса, епископа Женевского, Конрад Виц приехал в Женеву, где написал картину для главного алтаря в соборе Святого Петра (Petrusaltar).
В 1443 году он купил дом Цум Пфлюг в Базеле. Последним свидетельством его жизни является надпись на картине «Чудесный улов» (Der Wunderbare Fischzug), дающая дату «1444 год». Умер Конрад Виц в 1446 году (вероятно, от чумы). В 1447 году его жена Урсулина уже упоминалась как вдова.

## Творчество
О творчестве художника долгое время было известно крайне мало: только произведения последних двенадцати лет его жизни. Лишь в 1897 году подпись Конрада Вица была обнаружена швейцарским историком искусства Даниэлем Буркхардтом-Вертеманом на оригинальной раме алтаря Святого Петра, который Витц создал для собора Святого Петра в Женеве: «Hoc opus pinxit magister conradus sapientis de basilea mccccxliiii» (Это произведение написал Конрадус Сапиентис из Базеля, 1444). Именованием «conradus sapientis» (Конрад Мудрый) художник, вероятно, подчёркивал высокое мнение о себе, в ренессансной манере претендуя на особый статус «художника-учёного».
Самым известным произведением Вица считается картина «Чудесный улов», созданная в 1444 году для алтаря женевского Собора Святого Петра. Одним из главных новшеств Конрада Вица было достоверное изображение широких панорамных ландшафтов. Природа зачастую выдвигается у него на первое место, и фигуры становятся частью пейзажа. Называемая первым реалистичным пейзажем в европейской живописи, картина оригинальным образом переносит евангельские эпизоды в современную Вицу Савойю. Виц меняет пейзаж Галилейского моря на топографически точно изображённый пейзаж Женевского озера на фоне гор Ле-Моль и Пти-Салев. Возникает сложный неоднозначный образ, в котором историки искусства усматривают политический подтекст и аллюзии на определённые исторические события.
В числе наиболее значимых произведений Вица — алтарный образ «Зерцало искупления человечества», выполненный для коллегиальной церкви базельского августинского монастыря. Теперь работа распилена на отдельные панели с разделёнными передней и задней сторонами. Не все панели сохранились, поэтому полная реконструкция алтаря невозможна. Сохранившиеся панели, по-видимому, представляют собой остатки крыльев алтаря. Центральная святыня, в которой, возможно, находились резные фигуры или рельефы, возможно, работы другого художника, утеряна. Темы взяты из «Зерцала спасения» (Heilsspiegel), средневековой книги молитв, в которой события Ветхого Завета и древней истории представлены как предшественники событий Нового Завета. Например, три героя перед царем Давидом считаются предшественниками трёх царей в поклонении младенцу Иисусу. Эта тема символически преувеличена сравнением Церкви и Синагоги как представителей христианства (Новый Завет) и иудаизма (Ветхий Завет). Присутствуют также святые Августин и Варфоломей.
Работы Вица представлены в музеях Базеля, Женевы, Неаполя, Дижона, Нюрнберга, Гента, Берлина, Нью-Йорка.

## Галерея

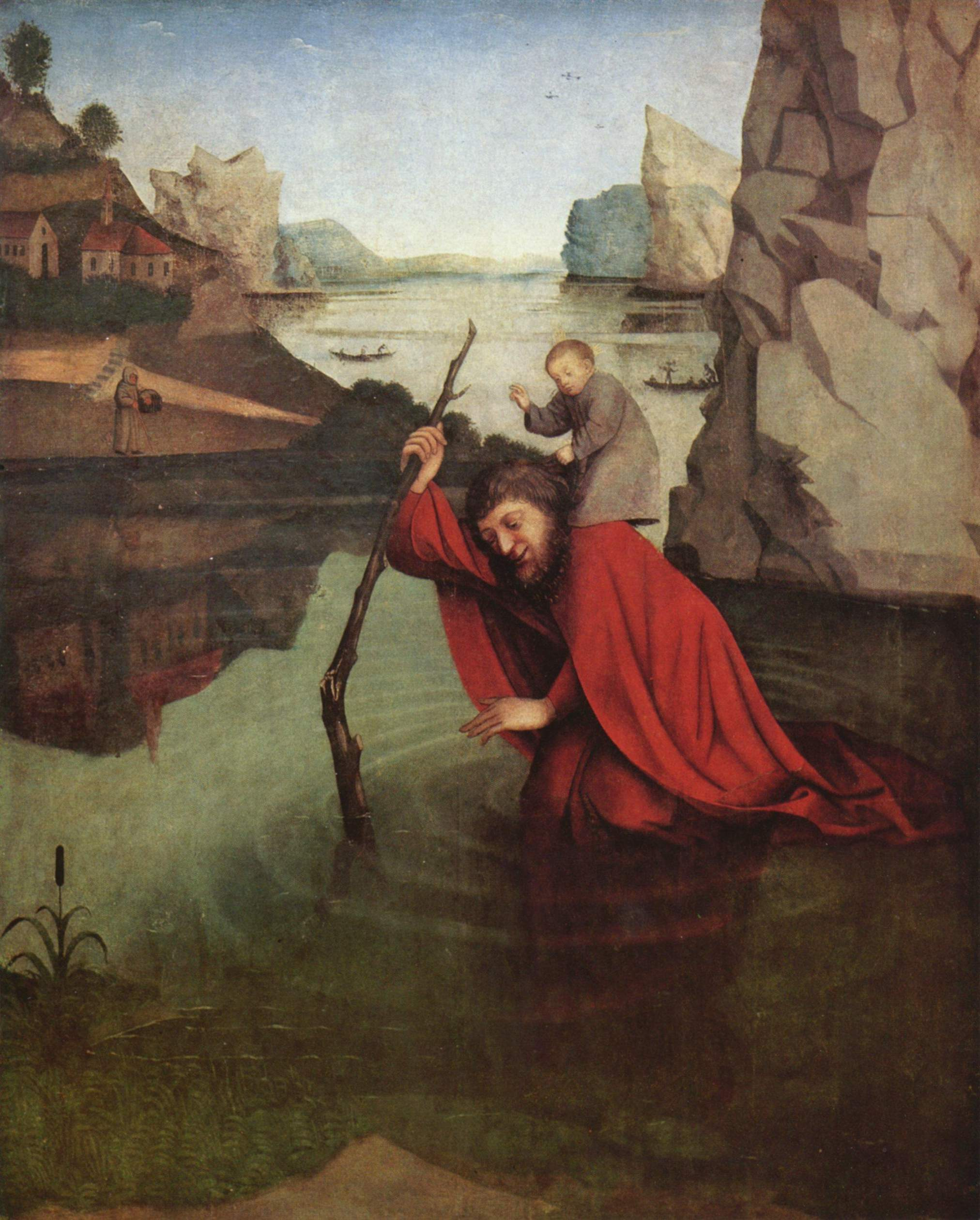
Святой Христофор. Ок. 1435. Дерево, темпера. Художественный музей, Базель
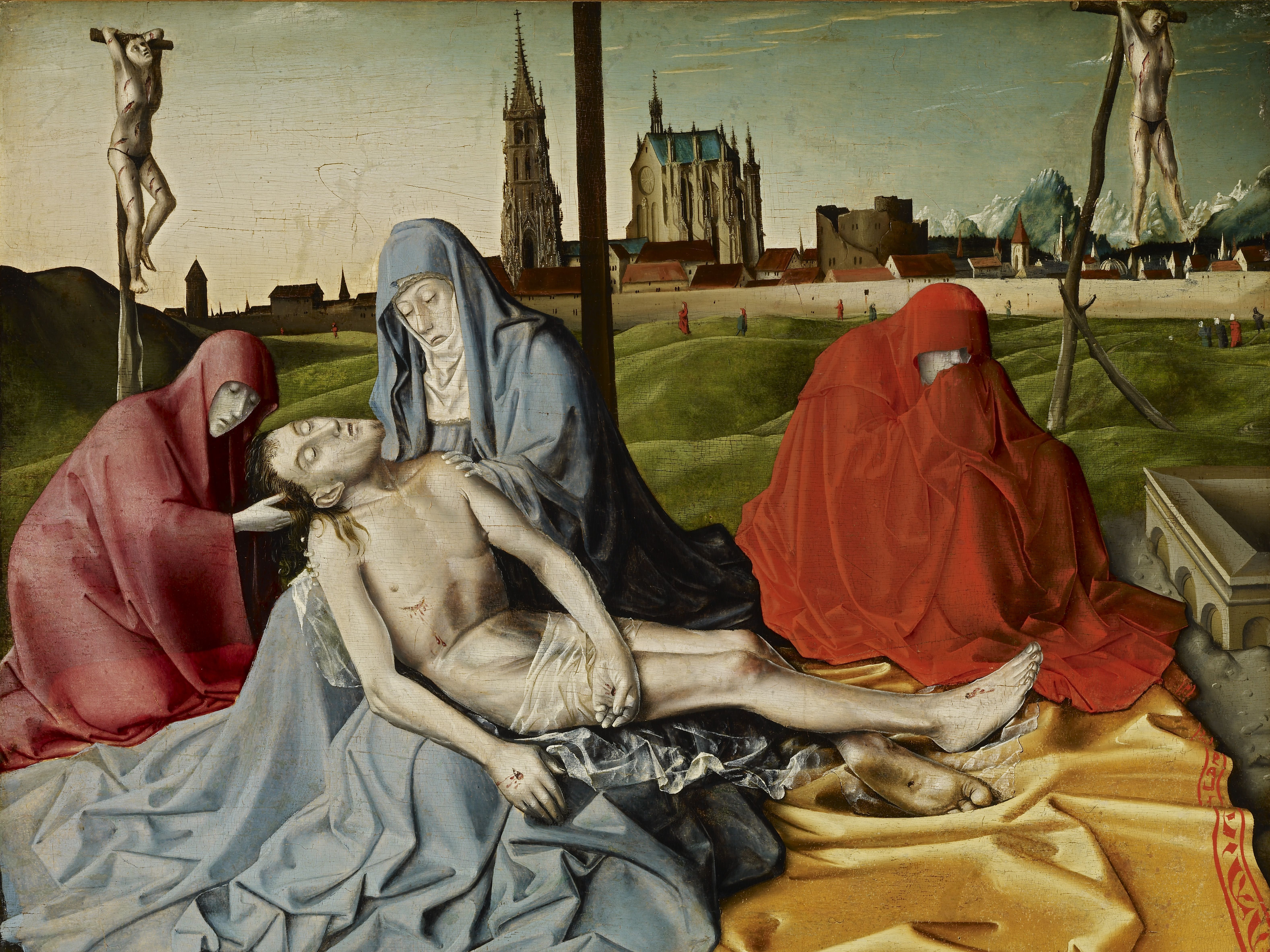
Оплакивание Христа. Ок. 1440. Дерево, масло. Коллекция Фрика, Нью-Йорк
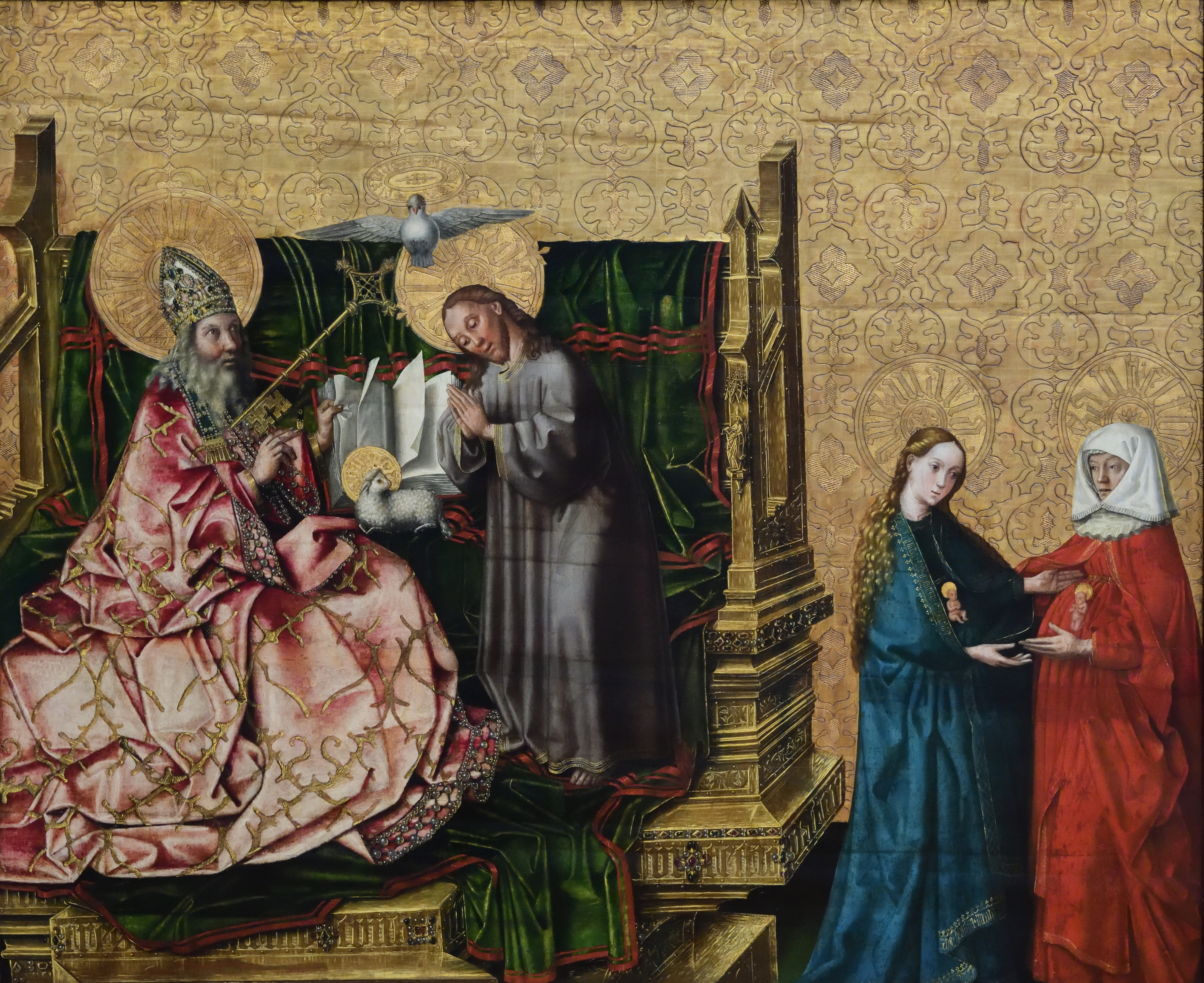
Совет Спасения. Ок. 1445. Холст на дереве, темпера.  Берлинская картинная галерея
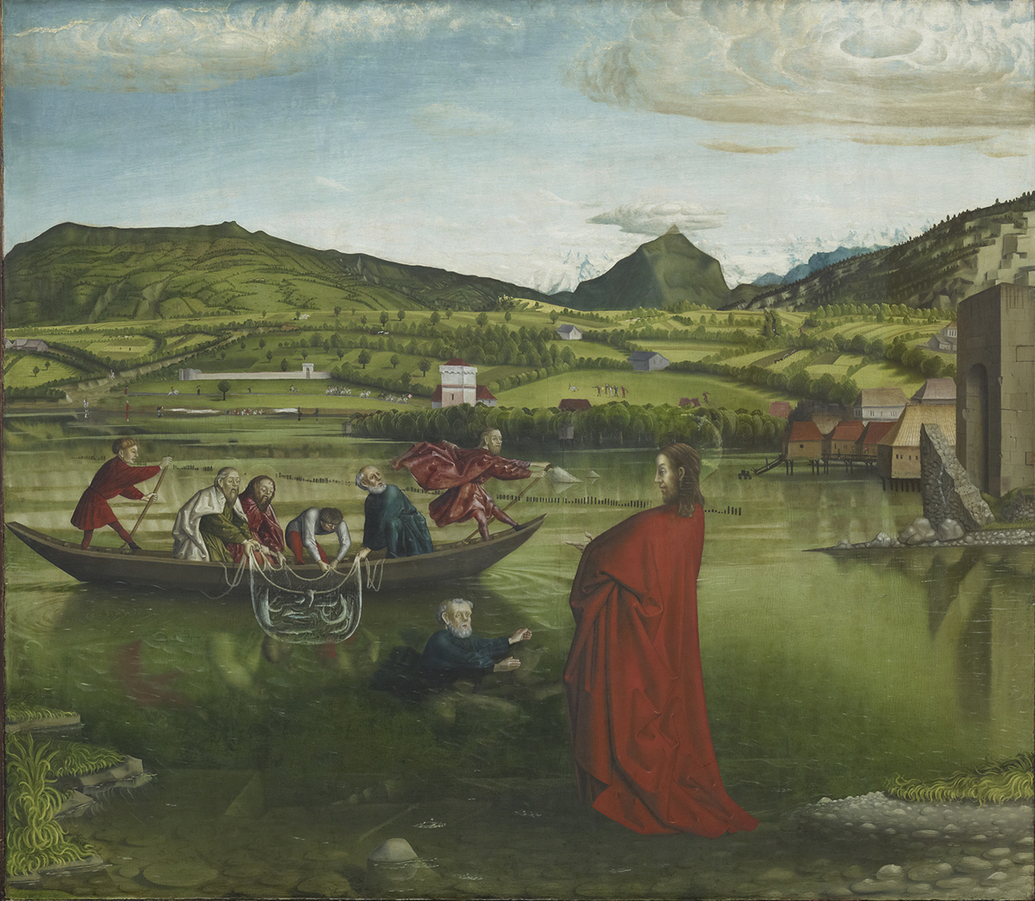
Чудесный улов. Часть алтаря собора Святого Петра в Женеве. 1444. Дерево, темпера. Музей искусства и истории, Женева
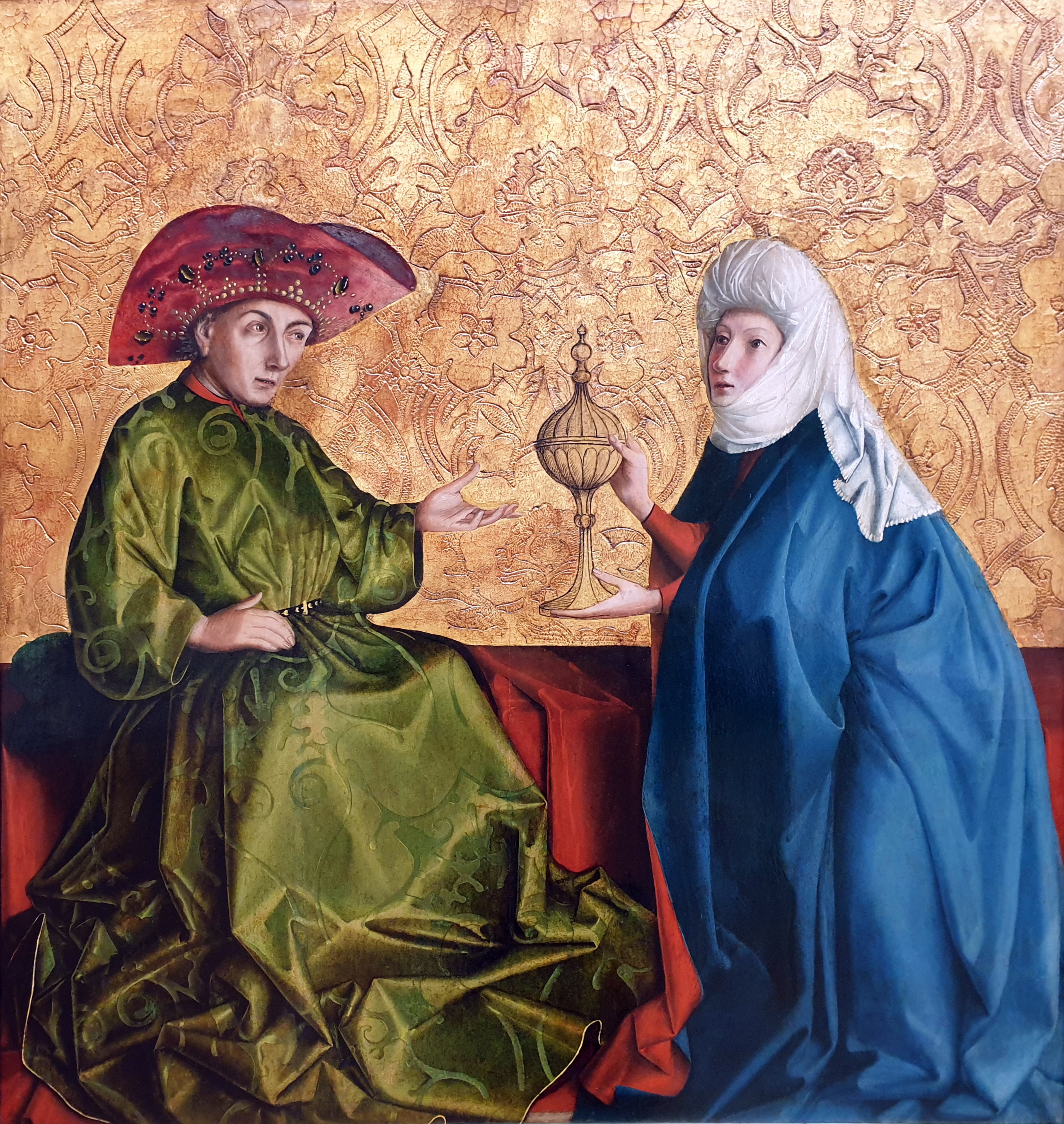
Царица Савская перед Саломоном. Панель алтаря «Зерцало искупления человечества». 1434—1435. Холст на дереве, темпера. Берлинская картинная галерея
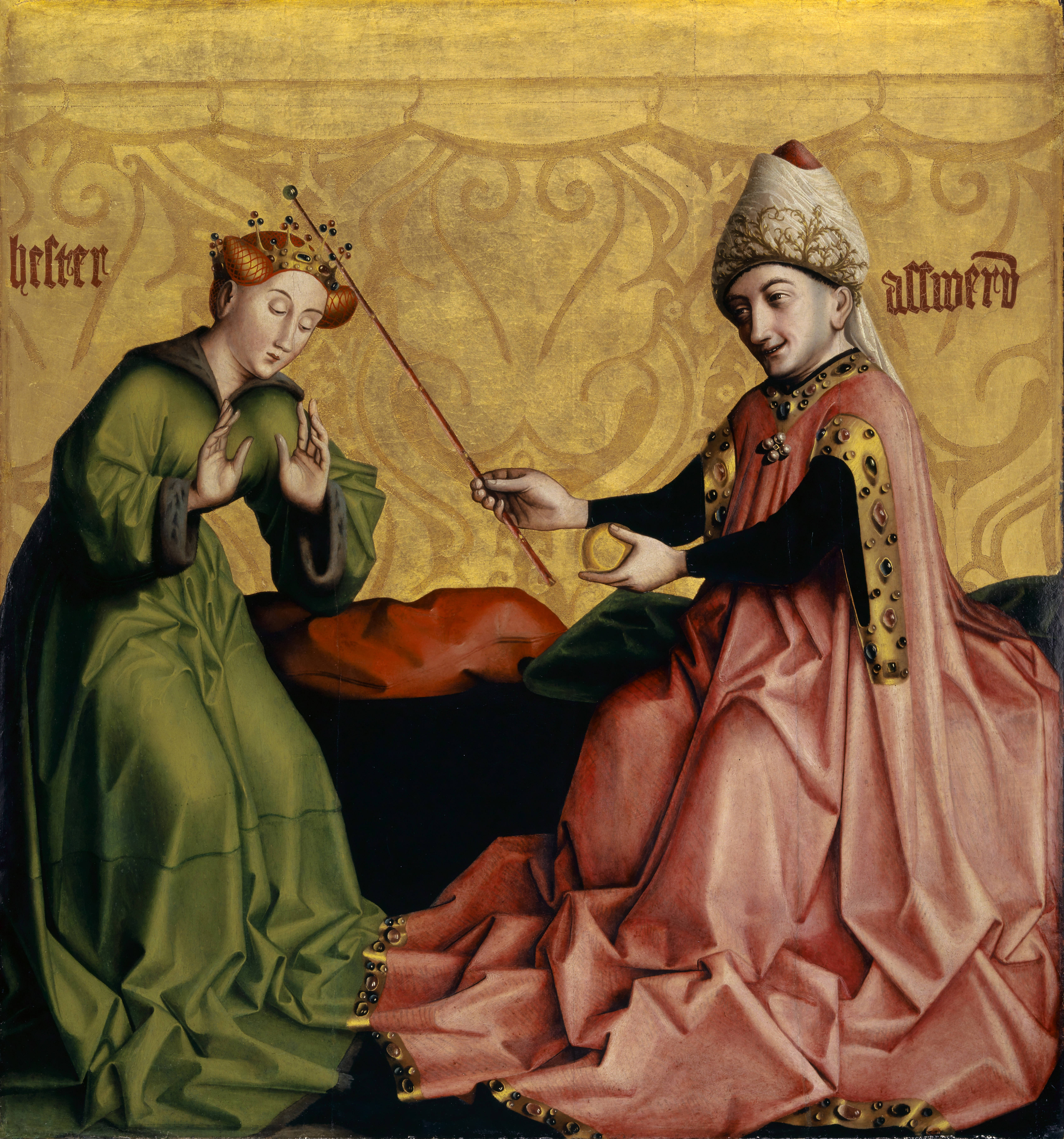
Эсфирь перед Артаксерксом. Панель алтаря «Зерцало искупления человечества». 1434—1435. Холст на дереве, темпера. Художественный музей, Базель
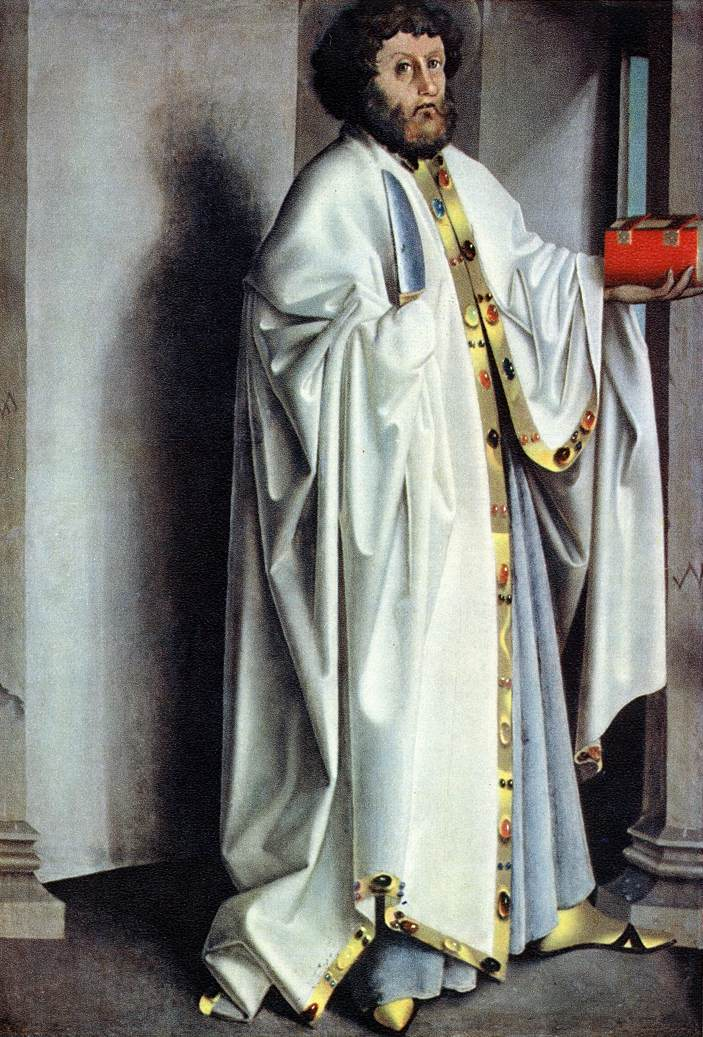
Святой апостол Варфоломей. Створка алтаря «Зерцало искупления человечества». 1434—1435. Холст на дереве, темпера. Художественный музей, Базель
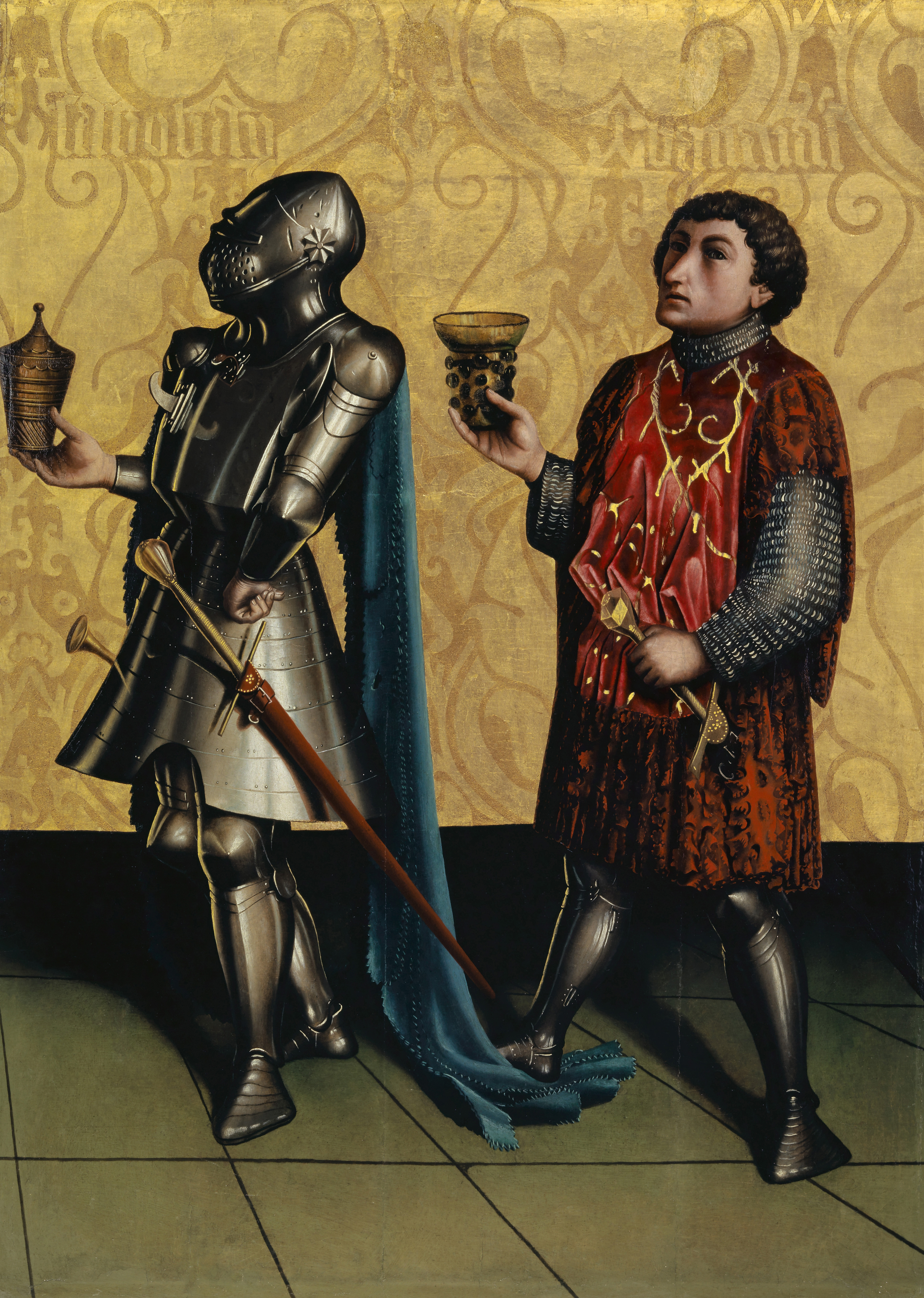
Рыцари Сиббехай и Бенайя приносят воду царю Давиду. Створка алтаря «Зерцало искупления человечества». 1434—1435. Холст на дереве, темпера. Художественный музей, Базель
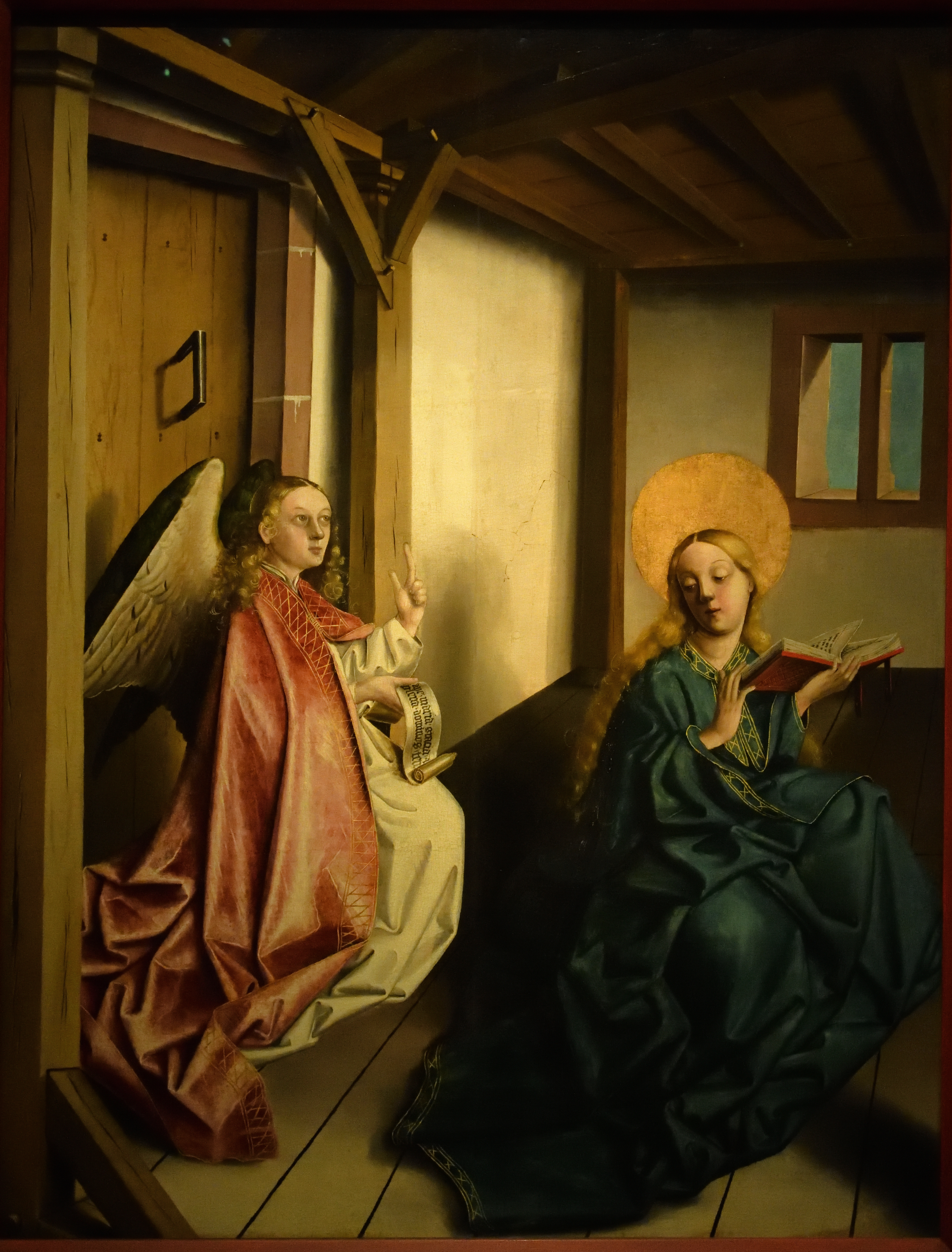
Благовещение. Ок. 1440. Холст на дереве, масло. Германский национальный музей, Нюрнберг